# Samarangana-sutradhara
El Samarangana sutradhara es una obra enciclopédica acerca de la arquitectura clásica hindú (vastu) escrita por el rey de Dhara (India) Bhojadeva Virachitam, de la dinastía Paramara, quien vivió entre el 1000 y el 1055 d. C.

## Nombre sánscrito
- samarāṅgaṇasūtradhāra, en el sistema AITS (alfabeto internacional para la transliteración del sánscrito).
- समरांगणसूत्रधार, en escritura devanagari del sánscrito.
- Pronunciación:
  - /samaráñgaRa sútradJara/ en sánscrito antiguo,[1] o bien
  - /samarañgána sutradJára/ en idiomas modernos de la India.
- Etimología: ‘el arquitecto en su campo de batalla’; según el Kathá-sarit-sagara, citado en el diccionario de Monier Williams.[1]
  - samaráṅgaṇa: ‘campo de batalla’
    - samará: ‘batalla’
    - aṅgaṇa: ‘zona, área, campo’

  - sū́tradhāra: ‘aquel que tiene un cordel para medir’, un carpintero, un arquitecto.
    - sūtra: ‘hilo, cordón’
    - dhāra: ‘que sostiene’

## Contenido
En 83 capítulos se tratan temas como planeamiento urbanístico, arquitectura de casas y templos, escultura decorativa y mudras (diferentes poses de las manos y las piernas), los cánones de la pintura artística y un capítulo (el 31) dedicado a iantras (‘máquinas’).
Ese capítulo de los iantras ha atraído la atención de las seudociencias, y en particular la ufología.
El escritor suizo Erich von Däniken (1935–), en su libro Erinnerungen an die Zukunft (1968) comenta: 

En el Samarangana sutradhara hay capítulos completos dedicados a describir aeronaves que escupen fuego y mercurio por la cola.
Von Däniken, Recuerdos del futuro (pág. 72)

A partir de esa frase, los ufólogos pergeñaron el «motor vórtex de mercurio» (mercury vortex engine), que se menciona por ejemplo en el libro Invenciones suprimidas:

Los motores de mercurio se describen en antiguos manuscritos de la India.
Jonathan Eisen, Suppressed inventions, pág. 503

En varios sitios de internet se dice que el Samarangana sutradhara dedica 250 versos a explicar las naves espaciales.

El manuscrito védico Samarangana sutrachara [sic, por sutradhara] da no menos de 49 tipos de «fuego propulsivo» usado en vehículos voladores sin alas de la India. Esta obra dedica más de 200 páginas para describir cómo construir y volar esas avanzadas naves.
Jonathan Eisen, Suppressed inventions, pág. 504

Pero en el texto original sólo seis versos (95 a 100 del capítulo 31) mencionan vímanas (con forma de pájaro), pero sin mencionar en absoluto ningún tipo de fuego o propulsión.
Los siguientes siete versos (101 a 107) del mismo capítulo 31 mencionan ligeramente un tipo de máquinas que se podrían usar como guardianes de palacio (robots). En todo el libro no hay mención alguna del mercurio, llamado en sánscrito de varias maneras:
- krisná-bhasma (‘ceniza negra’): sulfato de mercurio
- rasa: mercurio; también significa agua, licor, bebida, jugo de caña de azúcar, jarabe, elixir, leche, veneno, néctar, sopa, caldo, linfa, semen, mirra, oro, especie de amaranto, sabor, lengua, afecto, la sílaba om, el número seis, etc.
- rasa-bhasma: ceniza de óxido de mercurio
- vaikṛinta: mercurio
- vioma-dhāraṇa: mercurio
- sūtaka: mercurio; también significa ‘nacimiento’ (siendo suta: ‘hijo’), impureza de ambos padres provocada por un nacimiento o un aborto, impureza en general, obstáculo
- hiṅgula: color bermellón preparado con mercurio y sulfuro.

## Ediciones
- 1924-1925: T. Ganapathi Sastry: Samarangana Sutradhara of Maharajadhiraja Bhoja. Baroda: Gaekwad Oriental Series, volúmenes 25 y 32.
- 2004: Pushpendra Kumar: Bhoja’s “Samarangana-sutradhara” vastu shastra (dos volúmenes). New Bharatiya Book Corporation; ISBN 8187418923.
- 2007: Sudarshan Kumar Sharma: Samarangana Sutradhara of Bhojadeva: An Ancient Treatise on Architecture. Delhi: Parimal Publications (dos volúmenes); ISBN 8171103022.
- 2009: Felix Otter: Residential Architecture in Bhoja’s Samaranganasutradhara. Delhi: Motilal Banarasidass.